# 대형 전자-양전자 충돌기
대형 전자-양전자 충돌기(LEP, Large Electron-Positron Collider)는 지금까지 만들어진 가장 큰 입자 가속기 중 하나였다. 이것은 스위스 제네바 근처의 핵 및 입자 물리학 연구를 위한 다국적 센터인 CERN에 지어졌다.
LEP는 209 GeV에 도달하는 에너지에서 양전자 와 전자를 충돌시켰다. 그것은 약 100m (300 ft) 지하에서 스위스와 프랑스를 통과하는 터널에 건설된 둘레 27km의 원형 가속기였다. LEP는 1989년부터 2000년까지 사용되었다. 2001년경에는 LEP 터널을 재사용하는 대형 강입자 충돌기(Large Hadron Collider)를 위해 해체되었다. 현재까지 LEP는 지금까지 만들어진 가장 강력한 경입자 가속기이다.

## 충돌기의 배경
LEP는 지금까지 만들어진 것 중 가장 강력한 원형 렙톤 가속기였다. 상황에 따라 최신 충돌체는 일반적으로 모양(원형 또는 선형) 및 가속 및 충돌하는 입자 유형(경입자 또는 하드론)에 따라 분류할 수 있다. 경입자는 점 입자이며 상대적으로 가볍다. 그들은 점 입자이기 때문에 충돌이 깨끗하고 정확한 측정이 가능하다. 그러나 그것들은 가볍기 때문에 충돌은 더 무거운 입자로 달성할 수 있는 동일한 에너지에 도달할 수 없다. 강입자는 복합 입자(쿼크로 구성됨)이며 상대적으로 무겁다. 예를 들어 양성자는 전자보다 2000배 더 큰 질량을 가지고 있다. 더 높은 질량으로 인해 훨씬 더 높은 에너지로 가속될 수 있으며, 이는 현재 받아들여지는 이론으로는 예측할 수 없는 새로운 입자 또는 상호 작용을 직접 관찰하는 데 핵심이다. 그러나 하드론 충돌은 매우 복잡하기 때문에(예를 들어 종종 관련 없는 경로가 많고, 충돌 에너지를 결정하는 것이 간단하지 않음) 분석하기가 더 어렵고 정밀 측정에 덜 적합하다.

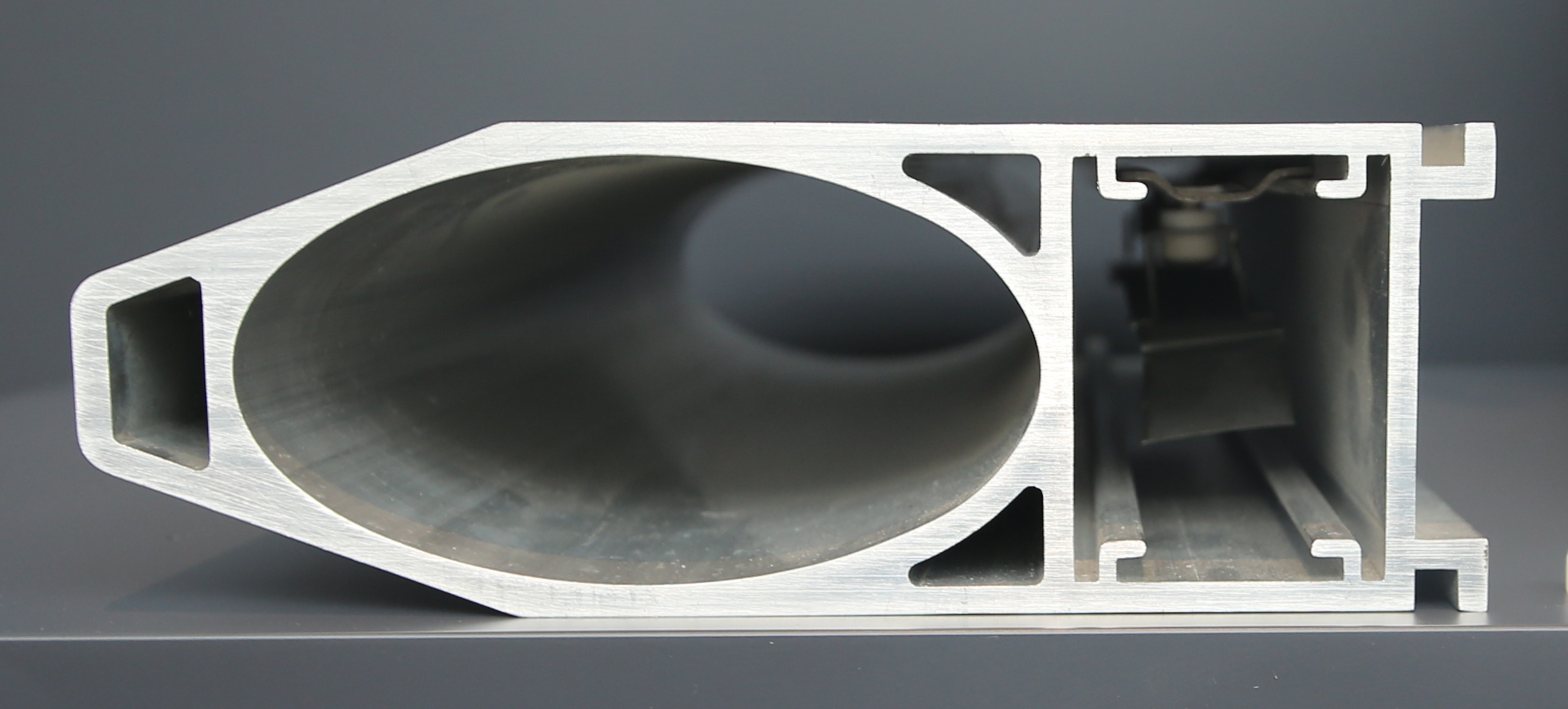
LEP 입자 빔 튜브의 단면

충돌체의 모양도 중요하다. 고에너지 물리 충돌기는 입자를 다발로 모은 다음 다발을 함께 충돌시킨다. 그러나 실제로 충돌하는 입자는 각 묶음의 아주 작은 부분에 불과하다. 원형 충돌기에서 이러한 다발은 대략 원형 모양 주위를 반대 방향으로 이동하므로 반복해서 충돌할 수 있다. 이것은 높은 충돌률을 가능하게 하고 많은 양의 데이터 수집을 용이하게 한다. 이는 정밀한 측정이나 매우 드문 붕괴를 관찰하는 데 중요하다. 그러나 다발의 에너지는 싱크로트론 방사로 인한 손실로 인해 제한된다. 선형 충돌기에서 입자는 직선으로 이동하므로 싱크로트론 방사의 영향을 받지 않지만 다발은 재사용할 수 없으므로 많은 양의 데이터를 수집하기가 더 어렵다.
원형 경입자 충돌기인 LEP는 이전에는 달성할 수 없었던 에너지에서 전기-약 상호작용의 정밀 측정에 매우 적합했다.

## 역사
LEP의 건설은 중요한 사업이었다. 1983년에서 1988년 사이에 유럽에서 가장 큰 토목 공학 프로젝트였다.
LEP 충돌기가 1989년 8월에 작동을 시작했을 때 전자와 양전자를 각각 총 에너지 45 GeV로 가속하여 질량이 91 GeV인 Z 보손의 생산을 가능하게 하였다. 가속기는 나중에 각각 질량이 80 GeV인 한 쌍의 W 보손을 생산할 수 있도록 업그레이드되었다. LEP 가속기 에너지는 2000년 말 결국 209 GeV에서 정점을 찍었다.  200,000이 넘는 로렌츠 계수 (= 입자 에너지/정지 질량 = [104.5 GeV/0.511 MeV])에서 LEP는 여전히 빛의 제한 속도에 매우 가까운 입자 가속기 속도 기록을 보유하고 있다. 2000년 말에 LEP는 운영이 중단된 후 '대형 강입자 충돌기'(LHC) 건설을 위한 터널 공간 확보를 위해 해체되었다.

## 작동

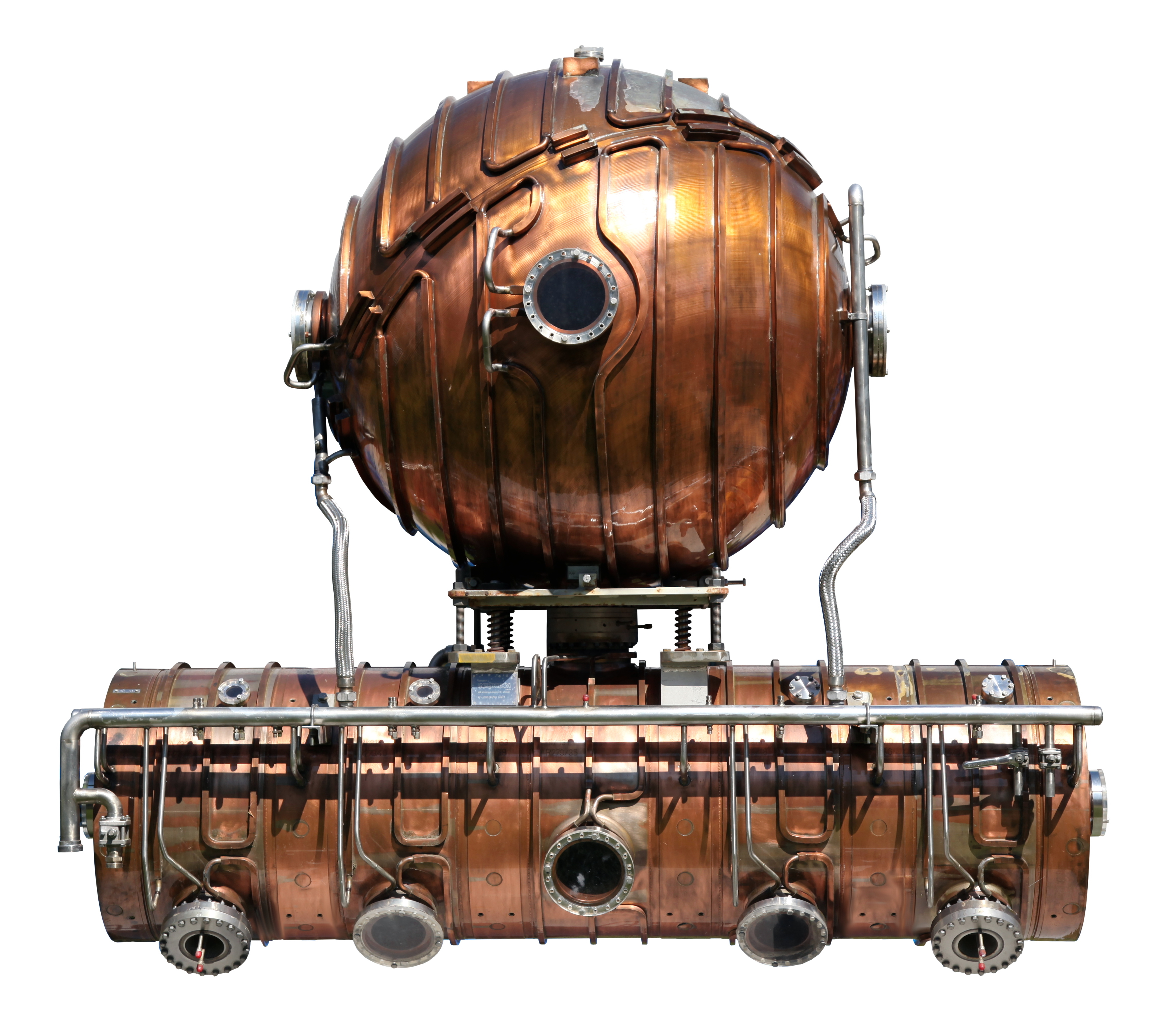
CERN의 Microcosm 전시회에 전시된 LEP 의 오래된 RF 캐비티

LEP는 CERN의 가속기 복합체에 의해 전달되는 전자와 양전자를 공급받았다. 입자는 LEP Pre-Injector 에 의해 생성되고 초기에 가속되었으며, 양성자 싱크로트론(Proton Synchrotron) 및 수퍼 양성자 싱크로트론(Super Proton Synchrotron)에 의해 거의 빛의 속도로 가속되었다. 거기에서 그들은 LEP 링에 주입되었다.
모든 링 충돌기에서와 마찬가지로 LEP의 링은 하전된 입자를 (즉 입자를 링 안에 유지할 수 있도록) 원형 궤적으로 강제하는 많은 자석, 무선 주파수 파동으로 입자를 가속시키는 RF 가속기, 입자 빔을 집중시키는 사중극자로 구성된다.  가속기의 기능은 입자가 충돌할 때 무거운 입자가 생성될 수 있도록 입자의 에너지를 증가시키는 것이었다. 입자가 최대 에너지로 가속되면(소위 다발에 집중) 전자와 양전자 다발이 검출기의 충돌 지점 중 하나에서 서로 충돌하게 된다. 전자와 양전자가 충돌하면 광자 또는 Z 보손 과 같은 가상 입자로 소멸된다. 가상 입자는 거의 즉시 다른 기본 입자로 붕괴되며, 그런 다음 거대한 입자 탐지기에 의해 감지된다.

## 감지기
LEPC에는 지하 홀 내의 4개 충돌 지점 주변에 4개의 감지기가 있다. 각각은 작은 집의 크기였으며 에너지, 운동량 및 전하로 입자를 기록할 수 있었기 때문에 물리학자들은 발생한 입자 반응과 관련 기본 입자를 추론할 수 있었다. 이 데이터의 통계 분석을 수행하여 소립자 물리학에 대한 지식을 얻게 된다. LEP의 네 가지 탐지기는 Aleph, Delphi, Opal 및 L3라고 불렸다. 그것들은 보완적인 실험이 가능하도록 서로 다르게 만들어졌다.

### 알레프
감지기 ALEPH는 Apparatus for LEP pHysics at CERN 을 나타낸다. 검출기는 W-보손과 Z-보손의 질량을 1/1000 이내로 결정했다. 가벼운 중성미자를 가진 입자 군의 수는 2.982±0.013 으로 결정되었으며, 이는 표준 모델 값 3과 일치한다. QCD( 양자색역학 ) 결합 상수의 실행은 다양한 에너지에서 측정되었으며 QCD의 섭동 계산에 따라 실행되는 것으로 나타났다.

### 델파이
DELPHI는 DEtector with Lepton, Photon 및 Hadron Identification의 약자이다.

### 오팔
OPAL은 Omni- Purpose Apparatus for LEP를 의미한다. 이 실험 기구의 이름인 오팔은 처음으로 디자인을 제안한 과학 협력체의 창립 멤버 중 일부가 이전에 함부르크의 DESY 에서 'JADE'(보석) 감지기에 대해 작업한 적이 있었기 때문에 말장난으로 만든 것이다. OPAL은 광범위한 데이터를 수집하도록 설계된 범용 감지기였다. 그 데이터는 Z 보손 선형의 고정밀 측정을 수행하고 표준 모델의 세부 테스트를 수행하며 새로운 물리학에 한계를 두는 데 사용되었다. 탐지기는 LHC 장비를 위해 2000년에 해체되었다. OPAL 배럴 전자기 열량계의 납 유리 블록은 현재 CERN의 NA62 실험 에서 광자 비토(veto) 검출기에 재사용되고 있다.

### L3
L3는 또 다른 LEP 실험기구이다. 그것의 거대한 팔각형 자석 리턴 요크(return yoke)는 동굴에 그대로 남아 LHC를 위한 ALICE 탐지기의 일부가 되었다.

## 결과
LEP 실험의 결과에 의하여 표준 모델의 많은 수치에 대한 정확한 값이 가능하게 되었다. 중요한 것은 Z 보손 과 W 보손 (1983년 초기 CERN 충돌기인 양성자-반양성자 충돌기 에서 발견됨)의 질량을 얻을 수 있었다는 것이다. 그래서 스탠다드 모델을 재확인하고 경험적 데이터의 견고한 기반 위에 이를 두게 되었다.

## 힉스 입자
예정된 실행 시간이 끝날 무렵에, 데이터는 약 115 GeV 질량의 Higgs 입자가 관찰되었을 수 있다는 감질나지만 결정적이지 않은 힌트를 제안했는데, 이는 현재 고에너지 물리학에서 일종의 성배였다. 실행 시간이 몇 달 동안 연장되었지만 소용이 없었다. 신호 강도는 91% 신뢰 수준으로 해석되는 1.7 표준 편차에 머물렀고, 이는 입자 물리학자들이 발견했다고 주장하는 신뢰도보다 훨씬 낮았고, 수집된 LEP 데이터에 의한 실험 감지 영역의 최상단에 있었다. 확인을 받기 위해 LEP 운영을 1년 더 연장하자는 제안이 있었는데, 이는 LHC의 시작을 지연시켰을 것이다. 그러나 계획대로 LEP를 종료하고 LHC를 진행하기로 결정했다.
수년 동안 이 관찰은 Higgs Boson의 유일한 힌트였다. 테바트론(Tevatron)에서 2010년까지 이어진 후속 실험은 이러한 힌트를 확인하거나 반박할 만큼 충분히 민감하지 않았다. 그러나 2012년 7월부터 시작된 LHC의 ATLAS 및 CMS 실험은 약 125 GeV의 Higgs 입자에 대한 증거를 제시하여 115 GeV 영역을 강력하게 제외시켰다.

## 같이 보기
- 전자-양전자 소멸
- 대형 하드론 충돌기